# 17日
17日（じゅうしちにち）は、暦上の各月における17日目である。
各月の17日については下記を参照。
- 1月17日 - 1月17日 (旧暦)
- 2月17日 - 2月17日 (旧暦)
- 3月17日 - 3月17日 (旧暦)
- 4月17日 - 4月17日 (旧暦)
- 5月17日 - 5月17日 (旧暦)
- 6月17日 - 6月17日 (旧暦)
- 7月17日 - 7月17日 (旧暦)
- 8月17日 - 8月17日 (旧暦)
- 9月17日 - 9月17日 (旧暦)
- 10月17日 - 10月17日 (旧暦)
- 11月17日 - 11月17日 (旧暦)
- 12月17日 - 12月17日 (旧暦)

## 記念日・年中行事
- 安全の日（ 日本）
兵庫労働基準局が制定。阪神・淡路大震災の後は復旧・復興現場等で死亡災害が多発し、震災前に比べて死亡災害が2年連続して50%増加するという事態が続いたため、労働災害多発を防止する為の対策として、震災発生日の毎月17日を「安全の日」と定めた。
- いなりの日（ 日本）
いなり寿司の材料を製造している株式会社みすずコーポレーションが制定。「い(1)な(7)り」の語呂合せ。
- 国産なす消費拡大の日（ 日本）
冬春なす主産県協議会が2004年2月に制定。元々4月17日を「よ(4)い(1)な(7)す」の語呂合せで「なすび記念日」としており、これを毎月の記念日に拡大した。

## 読み方
- 「17日」の読み方は、「じゅうしちにち」が一般的だったが、平成以降になると、「じゅうななにち」が使われることも多くなった。(「27日」も同様に「にじゅうななにち」も使われる。) なお、NHKのニュースでは、「じゅうしちにち」を使うように指示されている。